# Sagittaria trifolia
Sagittaria trifolia L. è una pianta appartenente alla famiglia delle Alismataceae.

## Descrizione
Semi e rizomi germinano in primavera. All'inizio dello sviluppo ha foglie lineari, ma man mano che cresce, S. trifolia sviluppa foglie a forma di punta di freccia. Le foglie possono essere lunghe fino a 60 cm, ma vi sono molte variazioni intraspecifiche nella morfologia fogliare. I fiori sono unisessuali, dioici e hanno tre petali bianchi. I semi ovali sono alati. Oltre ai semi, la pianta si riproduce anche producendo tuberi all'estremità dei fusti sotterranei.

## Distribuzione e habitat
S. trifolia è ampiamente distribuita dalle regioni temperate tropicali dell'Asia e dell'Europa orientale e si trova anche in vari luoghi del Giappone. Cresce naturalmente nelle risaie, nelle zone umide e nei bacini artificiali.

## Usi

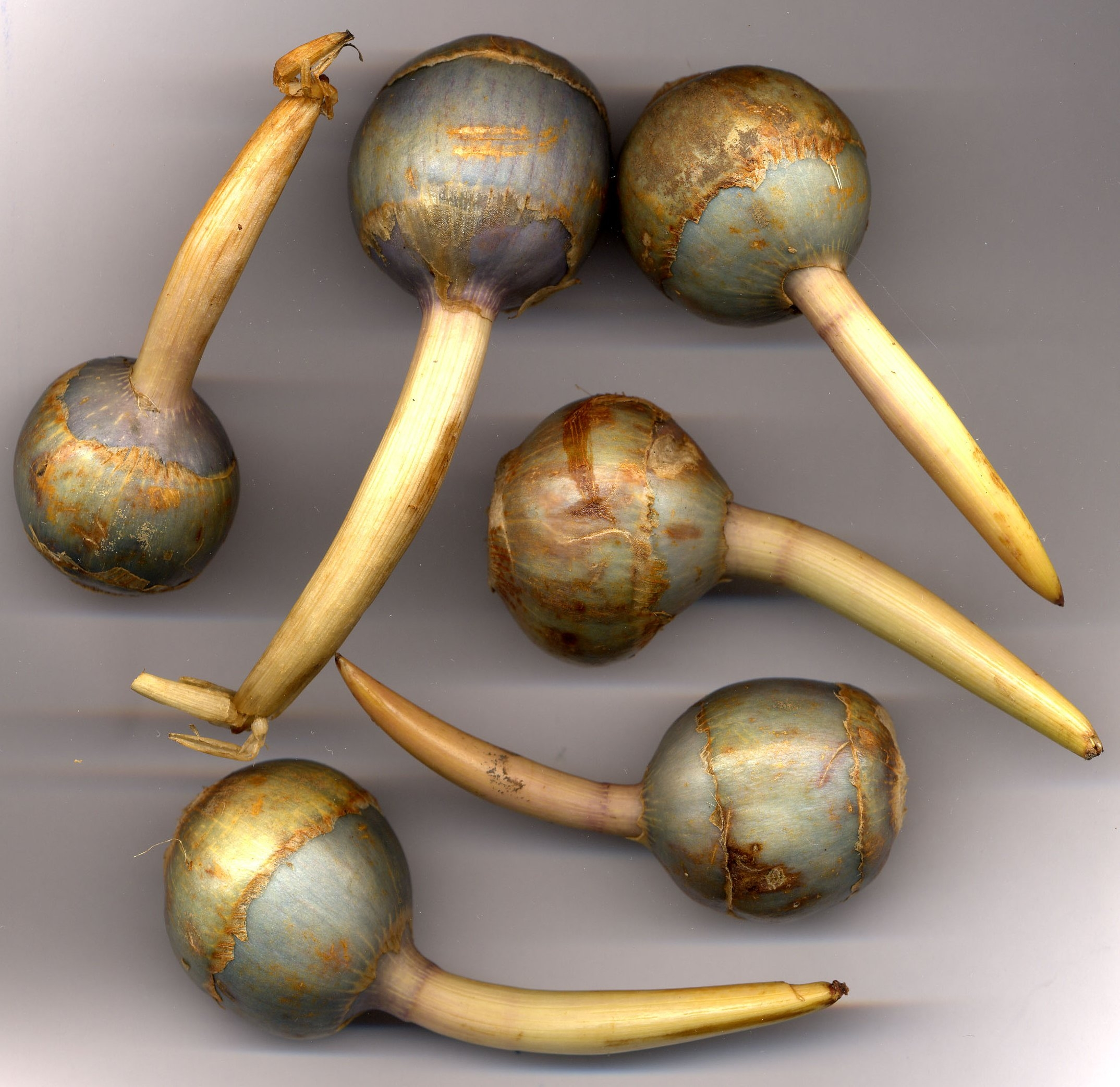
Tuberi di S. trifolia

S. trifolia viene talvolta coltivata per scopi ornamentali, ma viene utilizzata raramente. Come accennato in precedenza, si riproduce sia tramite tuberi che semi, quindi a volte viene trattata come un'erba infestante delle risaie difficile da controllare. Tuttavia, una varietà di questa specie (nota come kwai in Giappone) viene coltivata perché i suoi tuberi diventano grandi e commestibili e vengono utilizzati nei piatti di Capodanno (osechi).